# Духовщина
Духовщи́на — город в России, административный центр Духовщинского района Смоленской области. Город расположен на реке Востица (бассейн Днепра), в 57 км от Смоленска.

## История
На месте современной Духовщины в XIII—XIV вв. существовал женский Духовской монастырь (его церковь была освящена во имя Святого Духа). В XV или XVI веке вокруг монастыря возникла Духовская слобода. Со второй половины XVII века Духовщина была центром стана, затем волости.
Указом от 18 февраля 1777 года было повелено перенести уездный центр из города Каспли в село Духовщину, наименовав его городом Духовщиною. Новый уезд получил наименование — Духовской. В 1796 году Духовской уезд был ликвидирован, а новообразованный город выведен за штат, однако 24 апреля 1802 года восстановлен уездным городом, а уезд стал называться Духовщинским.
Герб города Духовщины был утверждён 10 октября 1780 года: «В белом поле куст розов, производящий приятный дух».
В ходе Отечественной войны 1812 года Духовщина значительно пострадала.
В 1925 году центр уезда из Духовщины был переведён в село Ярцево.
1 октября 1929 года была сформирована Западная область, в составе которой был образован Духовщинский район, с центром в городе Духовщина.
15 июля 1941 года город был оккупирован немецко-фашистскими войсками. 19 сентября 1943 года войсками Калининского фронта в ходе Духовщинско-Демидовской операции город освобождён — силами 39-й армии и Авиации дальнего действия. В честь освобождения города в Москве был дан салют 12 артиллерийскими залпами из 124 орудий.

## Население
| 1856  | 1897  | 1913  | 1926  | 1931  | 1939  | 1959  | 1970  | 1979  |
| ----- | ----- | ----- | ----- | ----- | ----- | ----- | ----- | ----- |
| 2700  | ↗3100 | ↗6600 | ↘2900 | ↘2700 | ↗3864 | ↘3293 | ↗4420 | ↗5114 |
| 1989  | 1992  | 1996  | 1998  | 2000  | 2001  | 2002  | 2003  | 2005  |
| ↗5747 | ↗5800 | →5800 | ↘5600 | ↘5400 | →5400 | ↘4683 | ↗4700 | ↘4500 |
| 2006  | 2007  | 2008  | 2009  | 2010  | 2011  | 2012  | 2013  | 2014  |
| ↘4400 | ↘4300 | ↘4200 | ↘4137 | ↘4100 | ↗4400 | ↘4225 | ↘4100 | ↗4117 |
| 2015  | 2016  | 2017  | 2018  | 2019  | 2020  | 2021  | 2024  |       |
| ↗4125 | ↗4171 | ↗4184 | ↘4103 | ↘4037 | ↘3909 | ↗3990 | ↘3866 |       |

На 1 января 2024 года по численности населения город находился на 1091-м месте из 1119 городов Российской Федерации.

## Экономика
В городе имеется хлебокомбинат. Развита лесная промышленность: лесопункт, Леспромхоз «Духовщинский» (заготовка древесины, производство пиломатериалов).

## Достопримечательности
- Храм Сошествия Святого Духа (1811—1819 гг., провинциальный классицизм)
- Памятники П. К. Козлову и князю Потёмкину (родился в усадьбе Чижево, ныне в Духовщинском районе)
- Мемориалы в честь погибших во время Великой Отечественной войны.
- Немецкое военное кладбище близ города.

## Известные уроженцы и жители
В 18 км от Духовщины, в селе Чижево, родился князь Григорий Александрович Потёмкин. Также недалеко от Духовщины, в деревне Сутоки, родился поэт и писатель Фёдор Николаевич Глинка.
В Духовщине жили и учились:
- Козлов, Пётр Кузьмич (1863—1935) — почётный член Российской Академии наук, исследователь Центральной Азии.
- Жуков, Григорий Никитич (1902—1975) — советский военный деятель, генерал-майор. Герой Советского Союза.
- Ардаматский, Василий Иванович (1911—1989) — советский писатель, киносценарист.
- Егоров, Сергей Михайлович (1913—1969) — Герой Социалистического Труда.
- Петров, Борис Николаевич (1913—1980) — академик АН СССР, первый президент Совета по международному сотрудничеству в области исследования и использования космического пространства при АН СССР — «Интеркосмос».

## Этнографические исследования
В середине XIX века русский педагог и этнограф, будущий попечитель Казанского учебного округа П. Д. Шестаков, работая в Смоленской губернии, изучал специфику устной речи местного населения. Свои результаты он опубликовал в двух трудах: «Смоленский говор» и «Духовщинское подречье», — выделив особую разновидность смоленского говора.